# Sveta Marija
Sveta Marija est un village et une municipalité située dans le comitat de Međimurje, en Croatie. Au recensement de 2001, la municipalité comptait 2 433 habitants, dont 98,52 % de Croates et le village seul comptait 1 690 habitants.

## Localités
La municipalité de Sveta Marija compte 2 localités : Donji Mihaljevec et Sveta Marija.